# Ellipse Animation
Ellipse Animation est la marque rassemblant les sociétés de production françaises du groupe Média-Participations: Dargaud Media, Dupuis Edition & Audiovisuel et Ellipsanime Productions,. Tous labels confondus, Ellipse Animation revendique plus de 170 séries et films d'animation dont Les Aventures de Tintin (1991), Spirou (1992), Garfield et Cie (2008) et Les Schtroumpfs (2021).

## Historique
A l'occasion du Festival international du film d'animation d'Annecy de juin 2022, le groupe Média-Participations annonce la création d'une marque ombrelle Ellipse Animation qui regroupe ses labels de production en France Ellipsanime Productions, Dargaud Media et Dupuis Edition & Audiovisuel.

### Labels de production
Ellipse Animation est la marque ombrelle de trois sociétés de production:
- Dupuis Edition & Audiovisuel: créée en 1959 par Charles Dupuis en tant que studio d'animation de la maison d'édition Dupuis, Dupuis Edition & Audiovisuel a créé les premières adaptations de grands classiques de la bande dessinée franco-belge comme Les Schtroumpfs, Boule et Bill ou encore Spirou. La société a créé la série YouTube Roger et ses humains avec Cyprien. Elle produit actuellement Les Schtroumpfs et Les Filles de Dad, et prépare notamment une nouvelle série sur l'univers du Marsupilami et l'adaptation du manga français Dreamland.

- Dargaud Media: créée en 1967 par la maison d'édition Dargaud, Dargaud Media se lance immédiatement avec Asterix le Gaulois puis enchaine avec de grands classiques comme Les Douze Travaux d'Astérix, La Ballade des Dalton; Garfield et Cie et plus récemment Yakari : La Grande Aventure ou La Famille Blaireau-Renard. À la fin des années 1990, Dargaud rachète les studios Marina Productions et Millésime Productions[4] et les séries d'animation Monsieur Bonhomme, Enigma, Les Petites Sorcières et Petit Potam rejoignent le catalogue.

- Ellipsanime Productions : créée en 1987 par Philippe Gildas pour Canal + et Robert Réa, Ellipsanime Productions a créé de grands succès comme Babar, Les Aventures de Tintin ou Famille Pirate. Ellipsanime développe actuellement la série originale Belfort & Lupin ainsi que Trotro & Zaza, série issue de l'univers de Trotro[5].

## Filmographie
| Année | Titre                                               | Type          | Label de Production          |
| ----- | --------------------------------------------------- | ------------- | ---------------------------- |
| 1961  | Les Schtroumpfs                                     | Série         | Dupuis Edition & Audiovisuel |
| 1965  | Les Aventures des Schtroumpfs                       | Long-Métrage  | Dupuis Edition & Audiovisuel |
| 1965  | Le Faux Schtroumpf                                  | Court-Métrage | Dupuis Edition & Audiovisuel |
| 1967  | Astérix le Gaulois                                  | Long-Métrage  | Dargaud Media                |
| 1968  | Astérix et Cléopâtre                                | Long-Métrage  | Dargaud Media                |
| 1968  | Musti (en)                                          | Série         | Dupuis Edition & Audiovisuel |
| 1969  | Tintin et le Temple du Soleil                       | Long-Métrage  | Dargaud Media                |
| 1971  | Lucky Luke - Daisy Town                             | Long-Métrage  | Dargaud Media                |
| 1971  | Tip et Tap                                          | Série         | Dupuis Edition & Audiovisuel |
| 1972  | Tintin et le Lac aux requins                        | Long-Métrage  | Dargaud Media                |
| 1972  | Le Viager                                           | Long-Métrage  | Dargaud Media                |
| 1975  | Boule et Bill                                       | Série         | Dupuis Edition & Audiovisuel |
| 1976  | La Flûte à six schtroumpfs                          | Long-Métrage  | Dupuis Edition & Audiovisuel |
| 1976  | Les Douze Travaux d'Astérix                         | Long-Métrage  | Dargaud Media                |
| 1978  | La Ballade des Dalton                               | Long-Métrage  | Dargaud Media                |
| 1981  | Les Schtroumpfs                                     | Série         | Dupuis Edition & Audiovisuel |
| 1983  | Lucky Luke                                          | Série         | Dargaud Media                |
| 1983  | Les Dalton en cavale                                | Long-Métrage  | Dargaud Media                |
| 1985  | Astérix et la Surprise de César                     | Long-Métrage  | Dargaud Media                |
| 1986  | Astérix chez les Bretons                            | Long-Métrage  | Dargaud Media                |
| 1989  | Babar                                               | Série         | Ellipsanime Productions      |
| 1989  | Le Triomphe de Babar                                | Long-Métrage  | Ellipsanime Productions      |
| 1989  | Astérix et le Coup du menhir                        | Long-Métrage  | Dargaud Media                |
| 1989  | Bouli                                               | Série         | Les Cartooneurs Associés     |
| 1991  | Les Aventures de Tintin                             | Série         | Ellipsanime Productions      |
| 1991  | Doug                                                | Série         | Ellipsanime Productions      |
| 1991  | Rupert                                              | Série         | Ellipsanime Productions      |
| 1991  | Lucky Luke                                          | Série         | Dargaud Media                |
| 1992  | Spirou                                              | Série         | Dupuis Edition & Audiovisuel |
| 1993  | Les Voyages de Corentin                             | Série         | Dargaud Media                |
| 1993  | Baby Folies                                         | Série         | Les Cartooneurs Associés     |
| 1994  | Léo et Popi                                         | Série         | Ellipsanime Productions      |
| 1994  | Les Enfants du Mondial                              | Série         | Ellipsanime Productions      |
| 1994  | Insektors                                           | Série         | Ellipsanime Productions      |
| 1994  | Mot                                                 | Série         | Ellipsanime Productions      |
| 1994  | Les Quarxs                                          | Série         | Ellipsanime Productions      |
| 1994  | Dog Tracer                                          | Série         | Dargaud Media                |
| 1994  | Orson et Olivia                                     | Série         | Ellipsanime Productions      |
| 1995  | L'Histoire sans fin                                 | Série         | Ellipsanime Productions      |
| 1995  | Monsieur Bonhomme                                   | Série         | Dargaud Media                |
| 1995  | Les Multoches                                       | Série         | Les Cartooneurs Associés     |
| 1995  | À tout Spip                                         | Emission TV   | Dupuis Edition & Audiovisuel |
| 1995  | La Coccinelle de Gotlib                             | Série         | Dargaud Media                |
| 1996  | La Grande Chasse de Nanook                          | Série         | Ellipsanime Productions      |
| 1996  | Sacrés Dragons                                      | Série         | Ellipsanime Productions      |
| 1996  | Nanook : Le Grand Combat                            | Spécial       | Ellipsanime Productions      |
| 1996  | Bambou et Compagnie                                 | Série         | Dargaud Media                |
| 1996  | Flash Gordon                                        | Série         | Dupuis Edition & Audiovisuel |
| 1997  | Bob Morane                                          | Série         | Ellipsanime Productions      |
| 1997  | Enigma                                              | Série         | Dargaud Media                |
| 1997  | Les Petites Sorcières                               | Série         | Dargaud Media                |
| 1997  | Petit Potam                                         | Série         | Dargaud Media                |
| 1997  | Bob Morane - Le Monde d'Ananke                      | Spécial       | Ellipsanime Productions      |
| 1997  | Bob Morane - L'Apocalypse selon Ming                | Spécial       | Ellipsanime Productions      |
| 1997  | Blake et Mortimer                                   | Série         | Dargaud Media                |
| 1997  | Papyrus                                             | Série         | Dupuis Edition & Audiovisuel |
| 1998  | Le Défi (en)                                        | Long-Métrage  | Ellipsanime Productions      |
| 1998  | Fennec                                              | Série         | Ellipsanime Productions      |
| 1998  | La Sorcière Camomille                               | Série         | Storimages                   |
| 1998  | Babar, roi des éléphants                            | Long-Métrage  | Ellipsanime Productions      |
| 1998  | Fantômette                                          | Série         | Ellipsanime Productions      |
| 1998  | Princesse du Nil                                    | Série         | Dargaud Media                |
| 1999  | Famille Pirate                                      | Série         | Ellipsanime Productions      |
| 1999  | Les Malheurs de Sophie                              | Série         | Ellipsanime Productions      |
| 1999  | Capitaine Fracasse                                  | Série         | Ellipsanime Productions      |
| 1999  | La Belle Lisse Poire du Prince de Motordu           | Spécial       | Storimages                   |
| 1999  | Les Mille et Une Prouesses de Pépin Troispommes     | Série         | Les Cartooneurs Associés     |
| 2000  | Jojo et le Mystère Violaine                         | Spécial       | Dupuis Edition & Audiovisuel |
| 2000  | Kong                                                | Série         | Ellipsanime Productions      |
| 2000  | Les Marchiens                                       | Série         | Ellipsanime Productions      |
| 2000  | Les Rois et les Reines                              | Série         | Ellipsanime Productions      |
| 2000  | Ti'tom : l'île au volcan                            | Spécial       | Dargaud Media                |
| 2000  | La Dernière Réserve                                 | Série         | Dargaud Media                |
| 2000  | Les Fils de Rome                                    | Série         | Dargaud Media                |
| 2000  | Peter Swift et le Petit Cirque                      | Série         | Dargaud Media                |
| 2000  | Cartouche, prince des faubourgs                     | Série         | Storimages                   |
| 2001  | Bécassine et le Trésor viking                       | Long-Métrage  | Ellipsanime Productions      |
| 2001  | Agrippine                                           | Série         | Ellipsanime Productions      |
| 2001  | Drôles de Petites Bêtes                             | Série         | Ellipsanime Productions      |
| 2001  | Petit Potam, le film                                | Long-Métrage  | Dargaud Media                |
| 2001  | Le père Noël est sans rancune                       | Spécial       | Dargaud Media                |
| 2001  | Les Nouvelles Aventures de Lucky Luke               | Série         | Dargaud Media                |
| 2001  | Cédric                                              | Série         | Dupuis Edition & Audiovisuel |
| 2001  | Momie au pair                                       | Série         | Les Cartooneurs Associés     |
| 2002  | Jack Palmer                                         | Série         | Les Cartooneurs Associés     |
| 2002  | Corto Maltese, la cour secrète des arcanes          | Long-Métrage  | Ellipsanime Productions      |
| 2002  | Xcalibur                                            | Série         | Ellipsanime Productions      |
| 2002  | Corto Maltese - La Ballade de la mer salée          | Spécial       | Ellipsanime Productions      |
| 2002  | Corto Maltese - La Maison dorée de Samarkand        | Spécial       | Ellipsanime Productions      |
| 2002  | Corto Maltese - Sous le signe du Capricorne         | Spécial       | Ellipsanime Productions      |
| 2002  | Corto Maltese - Les Celtiques                       | Spécial       | Ellipsanime Productions      |
| 2002  | Kitou Scrogneugneu                                  | Série         | Dargaud Media                |
| 2002  | Aventures dans le monde perdu de Sir Conan Doyle    | Série         | Dargaud Media                |
| 2002  | Grands Textes de l'Enfance : Marcellin Caillou      | Spécial       | Storimages                   |
| 2002  | Grands Textes de l'Enfance : le Prince et le Pauvre | Spécial       | Storimages                   |
| 2002  | Les Aventures fantastiques du commandant Cousteau   | Série         | Dargaud Media                |
| 2003  | Le Petit Roi Macius                                 | Série         | Ellipsanime Productions      |
| 2003  | Frog et Fou Furet                                   | Série         | Ellipsanime Productions      |
| 2003  | Corto Maltese                                       | Série         | Ellipsanime Productions      |
| 2003  | Grands Textes de l'Enfance : Alice                  | Spécial       | Storimages                   |
| 2003  | Le Nidouille                                        | Série         | Storimages                   |
| 2003  | Martin Matin                                        | Série         | Les Cartooneurs Associés     |
| 2003  | Kid Paddle                                          | Série         | Dupuis Edition & Audiovisuel |
| 2004  | L'Île de Black Mór                                  | Long-Métrage  | Dargaud Media                |
| 2004  | Les Aventures extraordinaires de Michel Strogoff    | Long-Métrage  | Dargaud Media                |
| 2004  | Boule et Bill                                       | Série         | Dargaud Media                |
| 2004  | Grands Textes de l'Enfance : Le Proverbe            | Spécial       | Storimages                   |
| 2004  | Trotro                                              | Série         | Storimages                   |
| 2005  | Bravo Gudule                                        | Série         | Ellipsanime Productions      |
| 2005  | Parker et Badger                                    | Série         | Dupuis Edition & Audiovisuel |
| 2005  | Yakari                                              | Série         | Storimages                   |
| 2005  | Potlach                                             | Série         | Ellipsanime Productions      |
| 2005  | Shaolin Wuzang                                      | Série         | Les Cartooneurs Associés     |
| 2005  | Drôles de petites bêtes : Les Quatre Saisons        | Spécial       | Ellipsanime Productions      |
| 2006  | Rantanplan                                          | Série         | Dargaud Media                |
| 2006  | Spirou et Fantasio                                  | Série         | Dupuis Edition & Audiovisuel |
| 2006  | Valérian et Laureline                               | Série         | Dargaud Media                |
| 2006  | Le Manège enchanté                                  | Série         | Ellipsanime Productions      |
| 2007  | Inami                                               | Série         | Ellipsanime Productions      |
| 2007  | Tous à l'Ouest                                      | Long-Métrage  | Dargaud Media                |
| 2008  | La Brigade volante                                  | Série         | Ellipsanime Productions      |
| 2008  | Garfield et Cie                                     | Série         | Dargaud Media                |
| 2008  | Taratabong ! Le Monde des Anicroches                | Série         | Ellipsanime Productions      |
| 2009  | Les Chumballs                                       | Série         | Ellipsanime Productions      |
| 2009  | Léonard                                             | Série         | Ellipsanime Productions      |
| 2010  | Petit Creux                                         | Série         | Ellipsanime Productions      |
| 2010  | Les Dalton                                          | Série         | Dargaud Media                |
| 2010  | Garfield Tout Court                                 | Série         | Dargaud Media                |
| 2010  | Tempo Express                                       | Série         | Les Cartooneurs Associés     |
| 2011  | Chicken Town                                        | Série         | Ellipsanime Productions      |
| 2011  | Le Quiz de Zack                                     | Série         | Ellipsanime Productions      |
| 2012  | Le Petit Spirou                                     | Série         | Dupuis Edition & Audiovisuel |
| 2014  | Kinky & Cosy                                        | Série         | Ellipsanime Productions      |
| 2014  | Linkers : Codes Secrets                             | Série         | Ellipsanime Productions      |
| 2015  | Boule et Bill                                       | Série         | Dargaud Media                |
| 2016  | Petit Poilu                                         | Série         | Dupuis Edition & Audiovisuel |
| 2017  | Le Livre de la jungle (saison 3)                    | Série         | Ellipsanime Productions      |
| 2018  | La Famille Blaireau-Renard                          | Série         | Dargaud Media                |
| 2018  | Martin Matin (CGI)                                  | Série         | Les Cartooneurs Associés     |
| 2018  | Roger et ses humains                                | Série         | Dupuis Edition & Audiovisuel |
| 2018  | Garfield Originals                                  | Série         | Dargaud Media                |
| 2019  | Yakari : La Grande Aventure                         | Long-Métrage  | Dargaud Media                |
| 2020  | Kid Lucky                                           | Série         | Ellipsanime Productions      |
| 2021  | Akissi                                              | Spécial       | Ellipsanime Productions      |
| 2021  | Les Schtroumpfs                                     | Série         | Dupuis Edition & Audiovisuel |
| 2022  | Les Filles de Dad                                   | Série         | Dupuis Edition & Audiovisuel |